# 大軍廣場車站
大軍廣場車站（英語：Grand Army Plaza station）是美國紐約地鐵IRT東公園道線一個慢車地鐵站，位於布魯克林公園斜道夫拉特布殊大道下方與大軍廣場的西北角交匯處，設有2號線（任何時候停站）、3號線（任何時候停站（深夜除外））與4號線（僅深夜停站）列車服務。

## 車站結構
| G  | 街道               | 出入口                                                                                          |
| B1 | 夾層               | 閘機、車站詢問處                                                                                |
| B2 | 北行               | 往威克菲爾德-241街（卑爾根街） · 往哈萊姆-148街（ 深夜時往伍德羅恩）（卑爾根街）                |
| B2 | 島式月台，左側開門 |                                                                                                 |
| B2 | 南行               | 往夫拉特布殊大道（東公園道-布魯克林博物館） · （深夜時）往新地段大道（東公園道-布魯克林博物館） |
| B3 | 北行快速           | 不停靠                                                                                          |
| B3 | 北行布萊頓線       | 不停靠                                                                                          |
| B3 | 南行布萊頓線       | 不停靠                                                                                          |
| B3 | 南行快速           | 不停靠                                                                                          |

大軍廣場車站月台層設有一個島式月台和兩條軌道。南行（往東布魯克林）列車使用E1軌道而北行（往曼哈頓）列車使用E4軌道。月台之下為四條軌道，中央兩條A4（北）及A3（南）由BMT布萊頓線使用，而E2及E3軌道由IRT東公園道線的南北行快車使用，分別位於布萊頓線軌道兩側。

## 外部連結
- www.nycsubway.org:
  - Brooklyn IRT: Grand Army Plaza （页面存档备份，存于）
  - Brooklyn IRT: Map 2, Brooklyn IRT Dual Contracts（页面存档备份，存于） (includes current and former track configurations, and provisions for future connections)
  - http://www.nycsubway.org/perl/artwork_show?113 （页面存档备份，存于）
- Station Reporter — 2 Train
- Station Reporter — 3 Train
- The Subway Nut — Grand Army Plaza Pictures （页面存档备份，存于）
- MTA's Arts For Transit — Grand Army Plaza (IRT Eastern Parkway Line)
- Plaza Street entrance (northeast from Grand Army Plaza) from Google Maps Street View （页面存档备份，存于）
- Platform from Google Maps Street View